# Cleidimar Magalhães Silva
Cleidimar Magalhães Silva, mais conhecido como Didi (10 de Setembro de 1982, Itabira, Minas Gerais), é um ex-futebolista brasileiro, que atuava como atacante.

## Carreira
Começou sua carreira no Valeriodoce de Itabira, e encerrou no futebol romeno, no ASC Oțelul Galați.

## Títulos
- Campeonato Romeno: 2007–08, 2009–10
- Copa da Romênia: 2007–08, 2008–09, 2009–10
- Supercopa da Romênia: 2009